# Bucșa (okręg Jałomica)
Bucșa – wieś w Rumunii, w okręgu Jałomica, w gminie Valea Ciorii. W 2011 roku liczyła 147 mieszkańców.